# Stazione di Gazzo-Pieve San Giacomo
La stazione di Gazzo-Pieve San Giacomo è una stazione ferroviaria posta lungo la linea Cremona-Mantova, a servizio del centro abitato di Pieve San Giacomo.
La gestione degli impianti è affidata a Rete Ferroviaria Italiana (RFI) controllata del Gruppo Ferrovie dello Stato.

## Strutture ed impianti

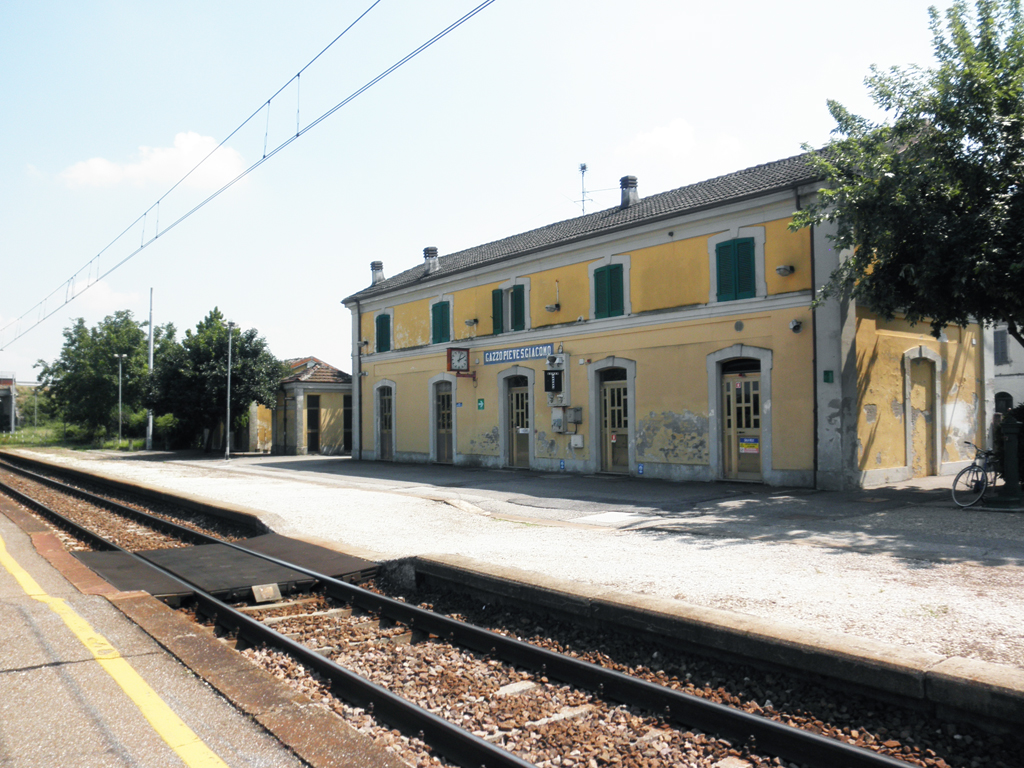
Il piazzale binari

Il fabbricato viaggiatori è un edificio in classico stile ferroviario.
La stazione conta due binari per il servizio passeggeri. È presente un piccolo scalo merci con un magazzino merci.